# Maronie
Maronie [pronunciación en polaco: /maˈrɔɲe/] (en alemán: Magergut) es un pueblo ubicado en el distrito administrativo de Gmina Łukta, dentro del Condado de Ostróda, Voivodato de Varmia y Masuria, en Polonia del norte. Se encuentra aproximadamente a 4 kilómetros al noreste de Łukta, a 18 kilómetros al noreste de Ostróda, y a 27 kilómetros al oeste de la capital regional Olsztyn.